# Pygochelidon
Pygochelidon là một chi chim trong họ Hirundinidae.